# 加良まゆみ
加良 まゆみ（かりょう まゆみ、1962年8月21日 - ）は、日本の女性声優。広島県広島市出身。TABプロダクション所属。以前はエーエス企画に所属していた。

## 経歴・人物
1981年、広島女学院高等学校卒業。1985年、日本大学芸術学部放送学科卒業
学生時代に俳優養成所に通い、約17年のブランクののちにエキストラ事務所等の経験を経て、現在は海外ドラマなどの吹替を中心に声優活動を行っている。
趣味は観劇、歌唱。

## 出演

### テレビアニメ
- トミカ絆合体 アースグランナー（2021年、教授）
- はめつのおうこく（2023年、オフィーリア）

### Webアニメ
- Shenmue the Animation（2022年、稲さん）

### 吹き替え
- N.Y.犯罪潜入捜査員（アシュトン）
- eVENT 16（アリス）
- チュパカブラ（ピンタ）
- 12モンキーズ（カタリーナ・ジョーンズ〈バルバラ・スコヴァ〉）
- 201X（ヘレーネ）
- 18・29〜妻が突然18才!?（スンニョ）
- ニューヨーク犯罪潜入捜査員（アシュトン）
- フラッシュ・ゴードン（#14 ピーターソン博士）
- RECON 2022（ビバリー）
- 史上最強スパイ Mr.タチマワリ（マダム・チャン）
- 奇襲戦線（女軍曹）
- 恋人はセックス依存症（フィービー〈グウィネス・パルトロウ〉）
- エンジェルアイズ（オ・ヨンジ〈チョン・エリ〉）
- X-ファイル シーズン10（コルクウィット医師）
- チャイルド・プレイ ～チャッキーの狂気病棟～（アンジェラ）
- THE KEEPING HOURS（ダニエルズ）
- 13の理由（ザックの母）
- LUCIFER / ルシファー シーズン3（グウェンドリン）
- アメリカを荒らす者たち シーズン2（パトリシア・マクレイン）
- THE GOOD COP / グッド・コップ（トランボ）
- ブラックサマー：Zネーション外伝（バーバラ）
- スノーピアサー（ルース、他）

#### アニメ
- レノンとグルコ ～ふたりはサイコー！（ばあちゃん、フライングディスクのシーナ）

### デジタルコミック
- 私を好きすぎる勇者様を利用して、今世こそ長生きするつもりだったのに(多分、また失敗した)（2022年、義母[7]）

### CM
- キッコーマン「うちのごはん」（銀次郎）

### 舞台
- ゴジラ
- おかしな二人
- どん底
- 春爛漫～桜散る散る花満ちる～
- ホテルマジェスティ
- 上杉家の金塊

### その他
- 東京タワー 〜オカンとボクと、時々、オトン〜（ガイドナレーション）※視覚障害者向け副音声
- 宋家の三姉妹（次女慶齢）※視覚障害者向け副音声
- ミュージック・オブ・ハート（校長）※視覚障害者向け副音声